# Kasta Grab Amphipolis

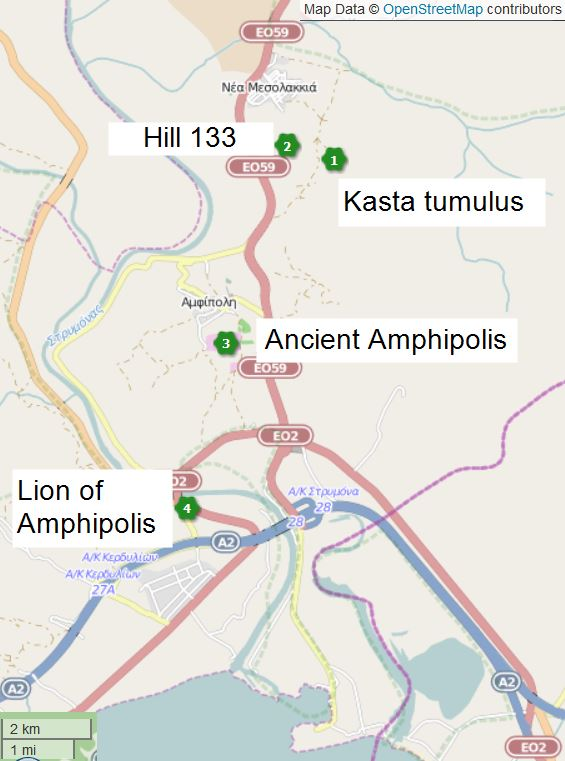
Lage des Kasta-Grabs

Die größte bisher in Griechenland freigelegte Grabanlage, das sogenannte Kasta-Grab oder Grab von Amphipolis (griechisch Τάφος της Αμφίπολης), liegt nördlich des Ortes Nea Amfipoli.

## Lage

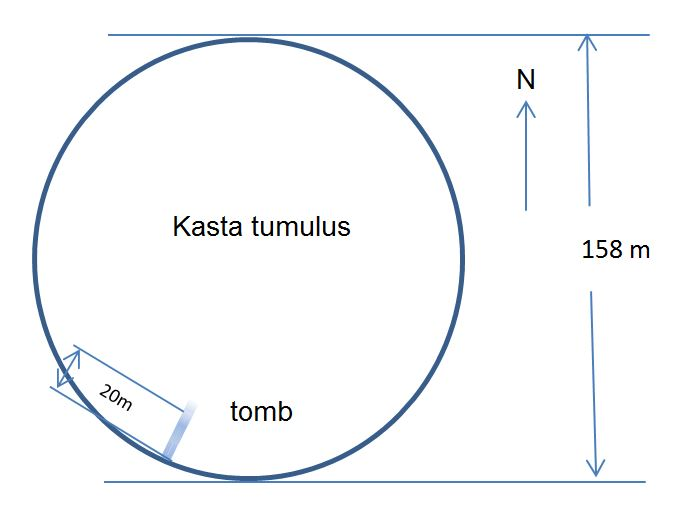
Kasta-Tumulus

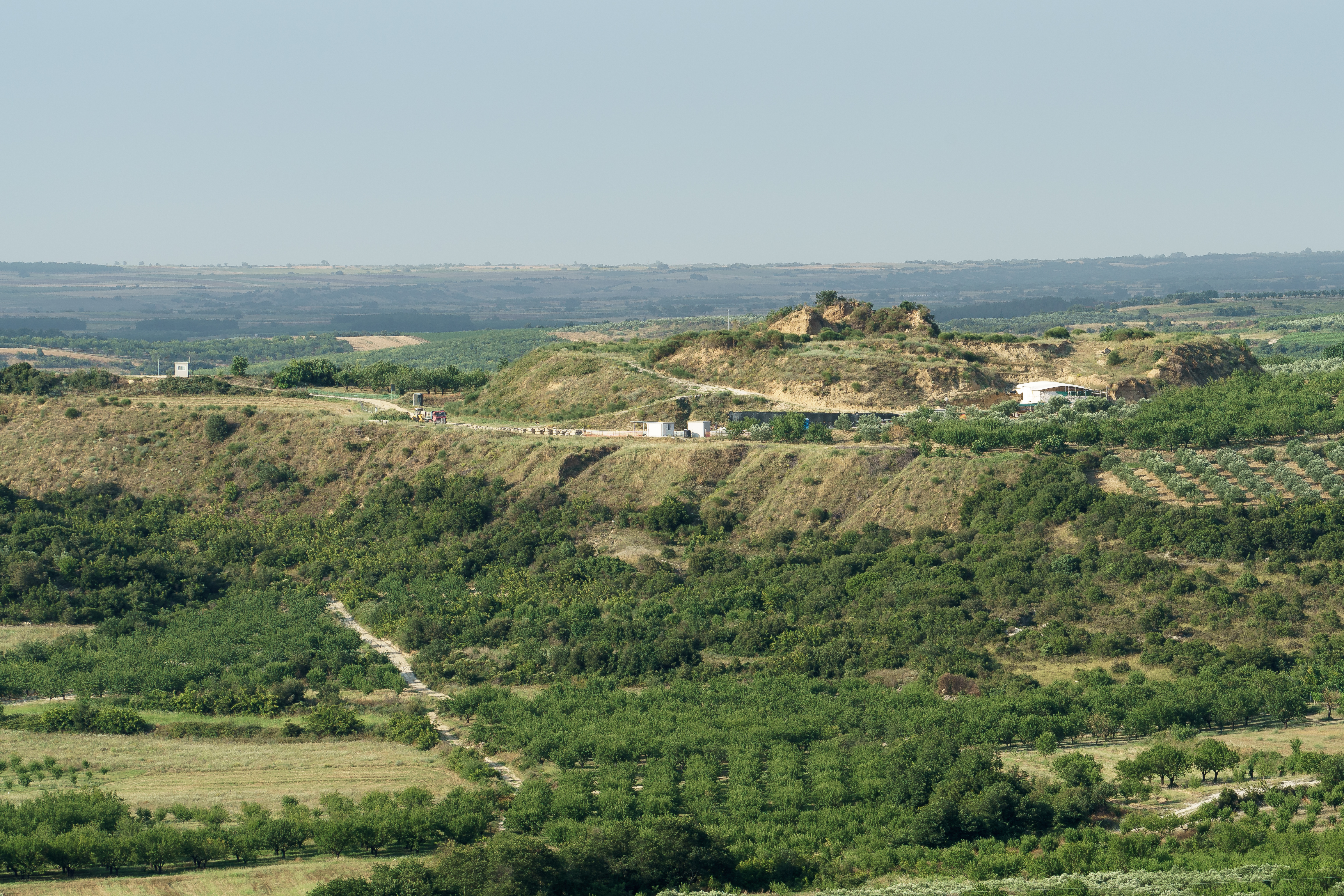
Kasta-Tumulus – Ansicht von Amphipolis

Der Kasta-Hügel liegt rund 80 km östlich von Thessaloniki in der Nähe der europäischen Fernstraße E 90. Die Entfernung zur Akropolis des antiken Amphipolis beträgt 2,5 Kilometer, der Ort Nea Mesolakkia ist ca. einen Kilometer entfernt.

## Geschichte
Amphipolis wurde im Jahr 437 v. Chr. von dem athenischen Feldherrn Hagnon gegründet und sollte als Stützpunkt für Athen dienen, um die nahe gelegenen Gold- und Silberbergwerke zu kontrollieren. Die Stadt erlangte während des Peloponnesischen Kriegs Bedeutung, unter anderem wegen der Beschaffung von Holz für den Schiffbau und Einnahmen aus den Bergwerken. Die Stadt ergab sich 424 v. Chr. kampflos dem spartanischen General Brasidas, Wiederholte Versuche der Athener, die Stadt zurückzuerobern, scheiterten. Im Jahr 356 v. Chr. wurde Amphipolis von Philipp II. von Makedonien erobert und in das makedonische Königreich eingegliedert. Nach der Schlacht bei Pydna (168 v. Chr.) floh der letzte makedonische König Perseus nach Amphipolis.

## Grabungsgeschichte

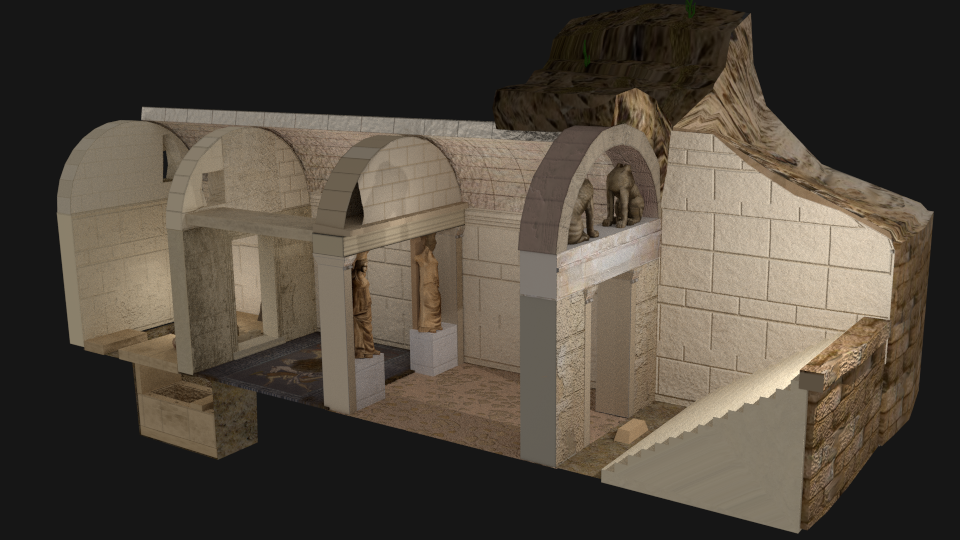
Dreidimensionale Darstellung des Grabes

Die Existenz der Grabanlage ist seit den 1960er Jahren bekannt. Der Archäologe Dimitris Lazaridis, der bis kurz vor seinem Tod im Jahr 1985 die Ausgrabungen des antiken Amphipolis leitete, entdeckte einzelne Gräber auf dem Kasta-Hügel, die aus der Eisenzeit stammen, und legte Teile der Umfassungsmauer frei. Weitere Grabungen ergaben, dass Teile des Hügels künstlich aufgeschüttet waren. 2012 wurden die Grabungen unter der Leitung der Archäologin Katerina Peristeri wieder aufgenommen. Im August 2014 wurde das Ergebnis der Grabungsarbeiten der Öffentlichkeit vorgestellt.
Wer in dem Grab beigesetzt wurde, ist unbekannt. Anfängliche Spekulationen, dass Alexander der Große dort seine letzte Ruhe fand, haben sich bisher nicht bestätigt. Es wurden die sterblichen Überreste von fünf Personen gefunden.

## Der Tumulus

### Die Grabanlage

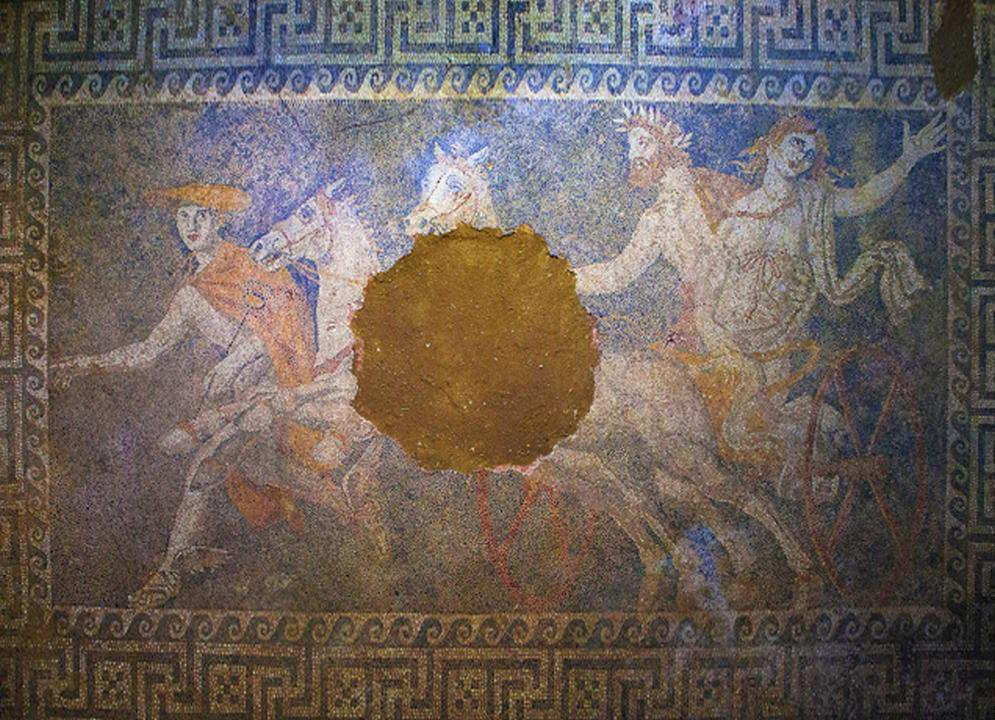
Mosaik: Die Entführung der Persephone durch Pluto

Die Grabanlage auf dem Gipfel des Kasta-Hügels ist von einer fast kreisrunden Mauer eingefasst. Sie hat einen Durchmesser von 158,4 Metern und einen Umfang von 497 Metern. Die rund drei Meter hohe Mauer besteht aus Kalkstein, der mit Marmor der in der Nähe von Amphipolis liegenden Insel Thassos (Entfernung 60 km) verkleidet wurde. Der Erhaltungszustand der Mauer und des das Bauwerk deckenden Gesimses ist teilweise sehr gut. Der Grabhügel ist ca. 30 Meter hoch, 250.000 m³ Sand wurden benötigt, um ihn aufzuschütten. Das Grab soll im späten 4. Jahrhundert v. Chr. (325-300) erbaut worden sein. Teile der Mauer wurden während der römischen Periode entfernt, einzelne Steine könnten in der Basis der Statue des Löwen von Amphipolis verwendet worden sein. Der Zugang zum Grab ist der Öffentlichkeit derzeit verwehrt (Stand Dezember 2017), das Monument wird streng bewacht.

### Das Grab
Das Grab besteht aus drei Kammern. Die Decke ist gerundet (Rundtonne) und an ihrer höchsten Stelle mit Keilsteinen geschlossen. Der Zugang erfolgt über eine 13-stufige Treppe, das Mauerwerk des Eingangsbereichs ist verputzt. Ursprünglich war der Zugang zum Grab wie auch der Zugang von der ersten zur zweiten Vorkammer mit massiven Steinquadern verschlossen. Das Grab war zu großen Teilen mit Sand oder Erde gefüllt.

#### Erste Kammer
Die Trennung zwischen Treppe und Kammer bildet eine Mauer mit einer Türöffnung. Der Raum zwischen dem Türsturz und der gewölbten Decke ist offen. Auf dem Türsturz befinden sich zwei Sphingen, deren Köpfe und Flügel teilweise in der dritten Grabkammer gefunden wurden. Die Sphingen sind in ihrem derzeitigen Zustand rund 1,40 Meter hoch, nach der Restaurierung (mit Kopf) wird die Höhe etwa 2 Meter betragen. Gerahmt wird der Durchgang zur ersten Vorkammer von zwei Pilastern, die mit bemaltem Eier- und Perlstab verziert sind. Der Boden ist mit weißen Marmorstücken belegt, die in roten Mörtel eingebettet sind.

#### Zweite Kammer

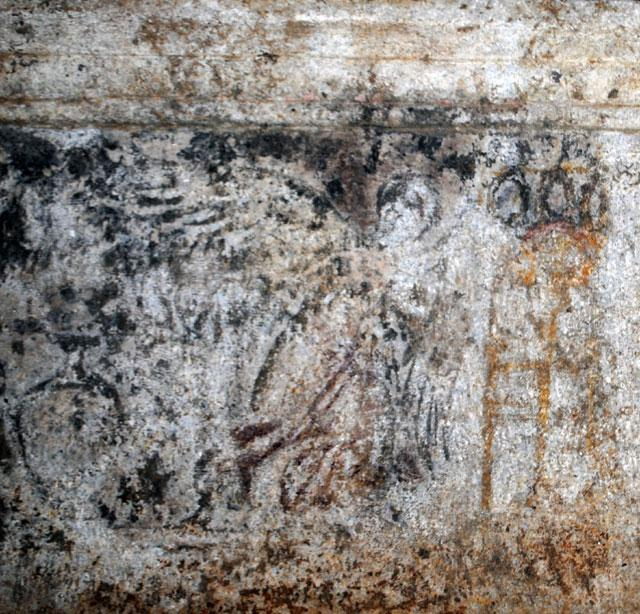
Teil der Wandmalerei der zweiten Kammer

Die Kammer ist 4,5 Meter breit, 3 Meter lang und rund 6,5 Meter hoch. Sie liegt einige Zentimeter höher als die erste Kammer und wird von dieser durch eine Schwelle getrennt. Der Türsturz zum Durchgang zur zweiten Vorkammer wird von zwei Karyatiden getragen. Sie stehen jeweils auf einem 1,40 Meter hohen Podest und sind selbst 2,27 Meter hoch. Das Gesicht der westlich der Pforte stehenden Karyatide ist gut erhalten, das Gesicht der östlichen ist zerbrochen, Teile davon wurden in situ vorgefunden. Der Boden ist komplett mit einem Mosaik geschmückt. Es ist in den Farben Schwarz, Weiß, Grau, Gelb, Blau und Rot gehalten und mit einem Mäander aus geometrischem Muster und innen liegendem Wellenmuster umrahmt. In der Mitte des Mosaiks fehlen die Mosaiksteine (Tesserae) auf einer fast kreisrunden Fläche mit ca. 80 cm Durchmesser. Einige der fehlenden Tesserae wurden in der Erdschicht, die die Kammer bedeckte, gefunden; das Mosaik soll restauriert werden. Das Kunstwerk bildet den Raub der Persephone durch Pluto ab. Beide stehen auf einem Wagen, der von zwei weißen Pferden gezogen wird. Geleitet werden sie von Hermes, der die Geister der Verstorbenen in den Hades begleitet. Persephone trägt ein weißes Gewand mit einem schmalen roten Band um ihre Taille. Pluto ist mit einer Krone und Hermes mit geflügelten Sandalen dargestellt.
Die zweite Kammer besitzt teilweise Wandgemälde, einige Figuren sind gut zu erkennen; die Gemälde sollen restauriert werden.

#### Die Grabkammer
Die Grabkammer ist 4,5 mal 4,5 Meter groß und wird durch eine zweiflügelige marmorne Tür von der zweiten Kammer getrennt, die hölzernen Türen nachempfunden ist. So sind imaginäre Beschläge und Nägel deutlich zu erkennen. Einarbeitungen in den Türen deuten darauf hin, dass ursprünglich metallene Ringe daran befestigt waren. Die Außenmaße des Grabes betragen 3,23 Meter in der Länge, 1,56 Meter in der Breite, es ist ca. einen Meter tief. Das Grab ist mit massiven Steinplatten eingefasst und abgedeckt.
Der Kopf einer der beiden Sphingen und Teile der Flügel wurden mit Teilen der zerbrochenen Marmortür in der Grabkammer gefunden. Das mit Steinplatten ausgekleidete, kistenförmige Grab ist in den mit Quadern gepflasterten Boden eingelassen. Von der Bestattung blieben nach dem Bericht des griechischen Kulturministeriums in dem sonst ausgeraubten Grab Nägel von einem Holzsarg und Schmuckelemente aus Bein und Glas erhalten.
Es wurden Überreste von fünf Personen gefunden. Bei den Verstorbenen handelte sich um eine 60-jährige Frau, zwei Männer im Alter von 35 bis 45 Jahren, ein Kleinkind und eine weitere Person, die eingeäschert wurde.

## Wissenschaftliche Erkenntnisse und Deutungen
Schon bald nach der Präsentation der Bilder und einiger Daten wurden diese von interessierten Personen mit akademischer Bildung ausgewertet. Inwiefern die daraus gewonnenen Erkenntnisse den Tatsachen entsprechen, ist ungeklärt. Das Spektrum der Beobachtungen reicht von plausiblen Behauptungen wie: Das Verhältnis der Karyatiden zu ihren Sockeln entspricht dem Goldenen Schnitt (Φ) über Vermutungen, wer auf dem Kasta-Hügel beerdigt wurde, bis zur Lage des Grabes im Verhältnis zum Stand der Sonne.

## Öffnung des Grabes für die Öffentlichkeit
[veraltet]
Im November 2017 teilte die griechische Kulturministerin Lydia Koniordou mit, dass das Grab in ca. drei Jahren für die Öffentlichkeit zugänglich sein solle. Die Kosten für das dafür notwendige Bauvorhaben sollen rund 2,8 Millionen Euro betragen, 1,5 Millionen Euro von der Region Zentralmakedonien aufgewendet werden und 1,3 Millionen Euro aus dem Interreg-Fonds der Europäischen Union entnommen werden. Im Zuge dieser Maßnahme sollen Baumaterialien der Grabanlage, die später von den Römern anderweitig verwendet wurden, wieder an ihrem ursprünglichen Ort verbaut werden. Die Arbeiten sollten 2018 oder 2019 beginnen und rund ein Jahr lang dauern.